# Bom Jardim de Minas
Bom Jardim de Minas är en kommun i Brasilien.   Den ligger i delstaten Minas Gerais, i den sydöstra delen av landet, 800 km sydost om huvudstaden Brasília. Antalet invånare är 6 513.
I omgivningarna runt Bom Jardim de Minas växer i huvudsak städsegrön lövskog. Runt Bom Jardim de Minas är det mycket glesbefolkat, med 6 invånare per kvadratkilometer.